# Birgitt Röttger-Rössler
Birgitt Röttger-Rössler (geb. 1955) ist Professorin für Sozial- und Kulturanthropologie und Psychologische Anthropologie an der Freien Universität Berlin. Ihr Regionalschwerpunkt liegt auf Südostasien. Von 2015 bis 2022 war sie Sprecherin des DFG-Sonderforschungsbereichs „Affective Societies: Dynamiken des Zusammenlebens in bewegten Welten“.

## Beruflicher Werdegang
Birgitt Röttger-Rössler studierte Ethnologie, Anthropologie, Romanistik, sowie Malaiologie und Volkskunde an den Universitäten Göttingen, Zürich, Köln und Bonn. 1981 schloss sie ihr Studium mit dem Magister Artium an der Georg-August-Universität Göttingen ab und wechselte anschließend an die Universität zu Köln, wo sie 1988 in Ethnologie promoviert wurde mit einer Schrift zu „Rang und Ansehen bei den Makassar von Gowa (Süd-Sulawesi, Indonesien)“. Diese Arbeit basierte auf einer einjährigen Forschung (1984–1985) in der Region.
Nach ihrer Promotion führte Röttger-Rössler von 1990 bis 1994 ein von der Deutschen Forschungsgemeinschaft gefördertes Forschungsprojekt zur „Kulturellen Konstruktion von Geschlecht und Emotion im Kontext indonesischer Gesellschaften“ durch, das eine weitere langfristige  Feldforschung in Sulawesi umfasste. Daneben war sie als Lehrbeauftragte für Ethnologie an der Universität Göttingen tätig. Von 1994 bis 1999 war sie zunächst als wissenschaftliche Mitarbeiterin im Sonderforschungsbereich 309 „Die literarische Übersetzung“ an der Universität Göttingen beschäftigt, wo sie deutschsprachige Übersetzungen der Malaiischen Chronik Sejarah Melayu analysierte. Anschließend wechselte sie an das Institut für Ethnologie der Universität Göttingen im Rahmen einer durch das Dorothea-Erxleben-Programm des Landes Niedersachsen finanzierten wissenschaftlichen Mitarbeiterstelle. Nach weiteren Feldaufenthalten zwischen 1990 und 1999 in Sulawesi und Sumatra habilitierte sie sich, unterstützt durch ein Habilitationsstipendium der Deutschen Forschungsgemeinschaft, im Jahr 2001 an der Universität Göttingen mit der Schrift „Die kulturelle Modellierung des Gefühls. Ein Beitrag zur Theorie und Methodik ethnologischer Emotionsforschung anhand indonesischer Fallstudien“.
2000 bis 2001 folgte eine Lehrstuhlvertretung am Institut für Ethnologie der Universität Göttingen. Anschließend übernahm sie gemeinsam mit dem Hirnforscher Hans Markowitsch von 2003 bis 2005 die wissenschaftliche Leitung der interdisziplinären und internationalen Forschungsgruppe Emotions as bio-cultural processes am Zentrum für Interdisziplinäre Forschung der Universität Bielefeld. Ab 2001 (bis 2011) war sie außerdem Mitglied des interdisziplinären Forschungsnezwerkes Transcultural Universals am Hanse-Wissenschaftskolleg in Delmenhorst. Von 2006 bis 2008 war Röttger-Rössler Senior Research Fellow am Max-Planck-Institut für ethnologische Forschung in Halle an der Saale. Von 2007 bis 2008 übernahm sie erneut eine Vertretungsprofessur, diesmal am Institut für Ethnologie der Universität zu Köln.
2008 wurde Röttger-Rössler auf die Professur Anthropologie der Emotionen an das Exzellenzcluster „Languages of Emotion“ an der  Freien Universität Berlin berufen. 2011 erhielt sie den Ruf auf die W3-Professur am Institut für Sozial- und Kulturanthropologie der  Freien Universität Berlin, wo sie in der Folgezeit den Arbeitsbereich Psychologische Anthropologie mit dem Schwerpunkt Emotions- und Affektforschung aufbaute. Von 2011 bis 2013 war sie Dekanin des Fachbereichs Politik- und Sozialwissenschaften an der  Freien Universität Berlin und schloss daran eine Tätigkeit als Prodekanin für Forschung von 2013 bis 2015 an. Von 2015 bis 2022 war Röttger-Rössler Sprecherin des von ihr initiierten Sonderforschungsbereiches „Affective Societies: Dynamiken des Zusammenlebens in bewegten Welten“.  Seit April 2022 ist sie im Ruhestand und als Seniorprofessorin an der Freien Universität tätig.

## Lehr- und Forschungsschwerpunkte
Birgitt Röttger-Rössler befasst sich gegenwärtig mit den Komplexen „Emotion und Affekt“ und „Sozialisation und Erziehung“, insbesondere mit der Sozialisation von Emotionen im Kulturvergleich sowie Sozialisationsprozessen in Migrationszusammenhängen. Ein weiteres Forschungsfeld bildet der Einfluss kultureller Faktoren auf (auto-)biographisches Erzählen und Erinnern. In der Lehre hat sie neben allgemeiner Sozial- und Kulturanthropologie und Methodik vor allem Psychologische Anthropologie unterrichtet. Ihr regionales Hauptaugenmerk richtet sie auf die südostasiatischen Gesellschaften, und hier besonders auf Indonesien und Vietnam sowie das „vietnamesische Berlin“.

## Bibliografie

### Monografien
- Rang und Ansehen bei den Makassar von Gowa. (Süd-Sulawesi, Indonesien) (= Kölner Ethnologische Studien; Band 15). Dietrich Reimer Verlag, Berlin 1989, ISBN 3-496-00988-8.
- Die kulturelle Modellierung des Gefühls. Ein Beitrag zur Theorie und Methodik ethnologischer Emotionsforschung anhand indonesischer Fallstudien (= Göttinger Studien zur Ethnologie; Band 13). LIT, Münster 2004, ISBN 3-8258-7670-5.
- Asylleben in Deutschland. Biografische Annäherungen (= Kölner Arbeitspapiere zur Ethnologie; Band 2). Universitäts- und Stadtbibliothek Köln, Köln 2008 (kostenfrei zugängliche Online-Ressource).
- (mit Franziska Seise:) Autobiografisches Erinnern als affektive kulturelle Praxis. Eine PhotoVoice-Studie mit Kindern und Jugendlichen in Berlin (= Working Papers des SFB 1171 „Affective Societies – Dynamiken des Zusammenlebens in bewegten Welten“; 02/20). Freie Universität Berlin, Berlin 2020, DOI:10.17169/refubium-27667 (kostenfrei zugängliche Online-Ressource).

### Herausgeberschaften
- (mit Brigitta Hauser-Schäublin:) Differenz und Geschlecht. Neue Ansätze in der ethnologischen Forschung (= Ethnologische Paperbacks). Dietrich Reimer Verlag, Berlin 1998, ISBN 3-496-02631-6.
- (mit Elfriede Hermann:) Fredelsloher Arbeitswelten. Handwerkliche Betriebe im dörflichen Umfeld (= Schriftenreihe der Volkskundlichen Kommission für Niedersachsen; Band 15). Verlag Volker Schmerse, Göttingen 1998, ISBN 3-926920-27-0.
- (mit Elfriede Hermann:) Lebenswege im Spannungsfeld lokaler und globaler Prozesse. Person, Selbst und Emotion in der ethnologischen Biografieforschung (= Göttinger Studien zur Ethnologie; Band 11). LIT, Münster 2003, ISBN 3-8258-7049-9.
- (mit Eva-Maria Engelen:) „Tell me about love“ – Kultur und Natur der Liebe. Mentis, Paderborn 2006, ISBN 3-89785-556-9.
- (mit Hans J. Markowitsch:) Emotions as Bio-cultural Processes. An Interdisciplinary Approach. Springer, New York 2009, ISBN 978-1-4419-2550-3.
- (mit Andrea Bender:) Ethnologie und Kognitionswissenschaften im Dialog, Schwerpunktheft der Zeitschrift für Ethnologie 135(2), 2010.
- (mit Eva-Maria Engelen:) Empathy, Special Section der Zeitschrift Emotion Review, 2012.
- (mit Thomas Stodulka:) Feelings at the Margins. Dealing with Violence, Stigma and Isolation in Indonesia. Campus Verlag, Frankfurt am Main/New York 2014, ISBN 978-3-593-50005-8.
- (mit Jan Slaby:) Affect in Relation. Families, Places, Technologies (= Routledge Studies in Affective Societies; Vol. 1). Routledge, London/New York 2018, ISBN 978-0-367-46014-3.

### Reihenherausgeberschaften
- (mit Doris Kolesch:) Routledge Studies in Affective Societies.
- (mit Anita von Poser:) EmotionsKulturen / EmotionCultures, transcript.